# Edgar Feichtner

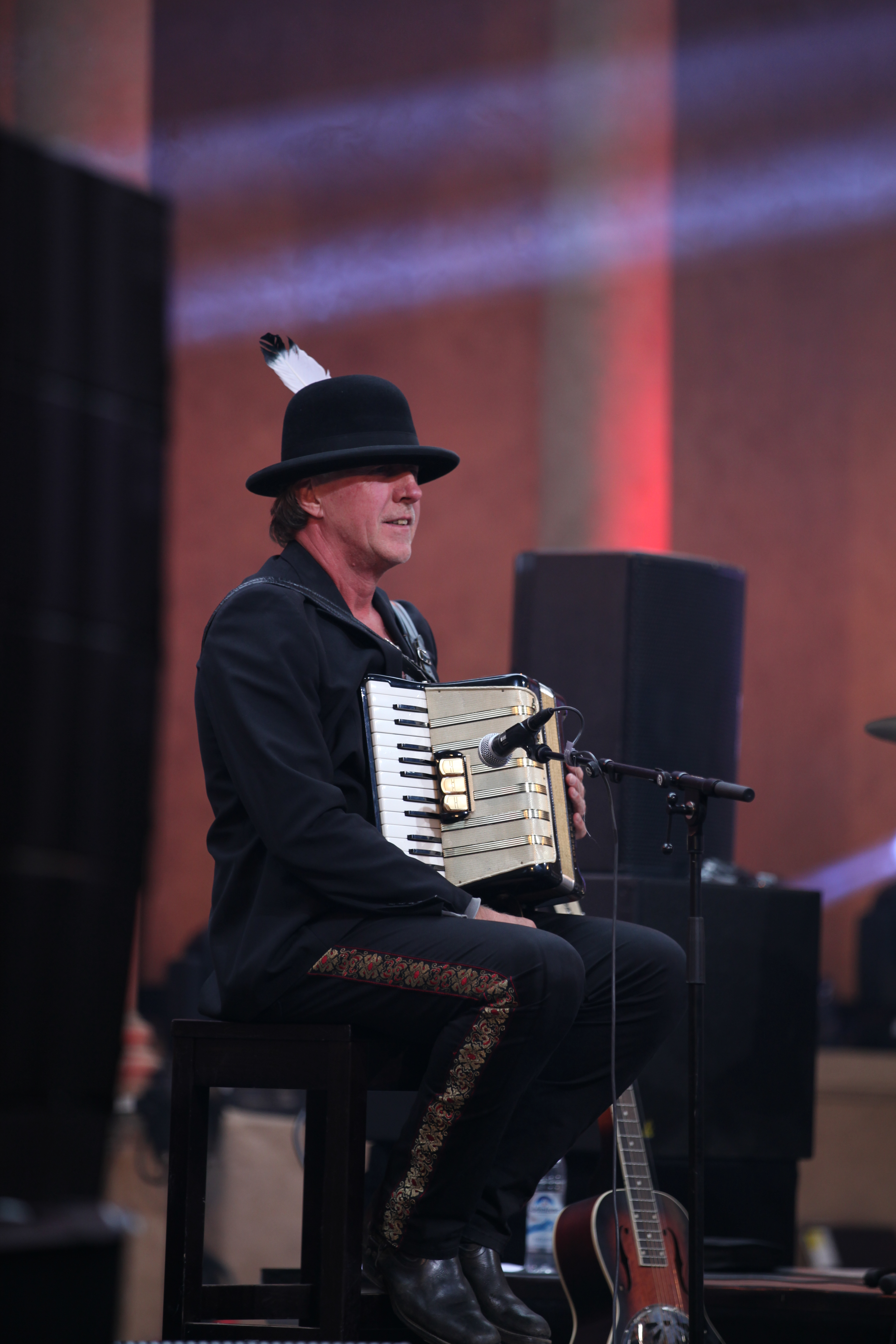
Edgar Feichtner mit Akkordeon beim Auftritt von Hannes Ringlstetter auf dem Heimatsound-Festival 2015

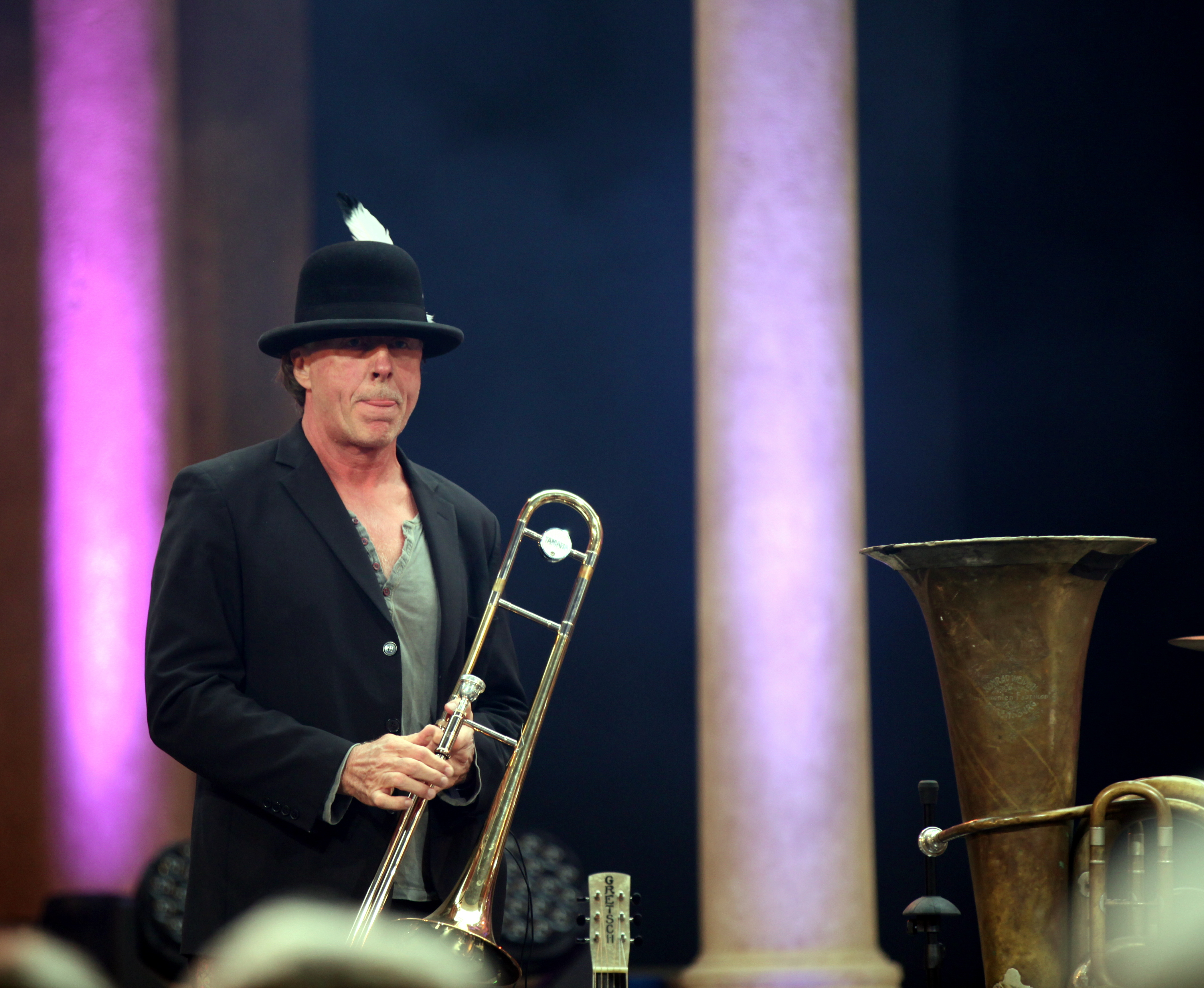
Edgar Feichtner mit Posaune beim Auftritt von Hannes Ringlstetter auf dem Heimatsound-Festival 2015

Edgar Feichtner (* 31. Dezember 1956) ist ein deutscher Wirtschaftswissenschaftler und seit 1997 Hochschullehrer an der Hochschule Regensburg. Ferner ist er gemeinsam mit seinem Bruder Peter Blasmusiker der Band Schinderhannes, in der Gala-Kapelle Luis Trinkers Höhenrausch (seit 1987) und des Alphornquartetts Alpia4. Feichtner spielt zudem gelegentlich in der Band von Hannes Ringlstetter.
Feichtner studierte Betriebswissenschaft in Regensburg, München und Johannesburg. 1991 wurde er in Regensburg mit einer Dissertation zur Bauernbefreiung in Niederbayern promoviert. Er war Marketingleiter im Funkhaus Regensburg und nach 1995 Lehrbeauftragter an der Fachhochschule Regensburg. 1997 erhielt er dort den Lehrstuhl für Wirtschaftswissenschaften mit den Schwerpunkten Marktforschung, strategische Positionierung und Marktkommunikation.
Feichtner gründete 1999 in Regensburg die mafotools gmbh, ein privates Institut für DV-gestützte Marktforschung, in dem er 15 Mitarbeiter in Deutschland und Europa beschäftigt. Er ist unter anderem Mitglied im Regensburger Verbund für Werbeforschung und im Marketingclub Regensburg. Zudem geht auch das 2010 beschlossene neue „historisch • lebendig • anders“-Stadtlogo der Stadt Abensberg auf Forschungsprojekte Feichtners zurück.